# Ostland
Ostland je za vrijeme Drugog svjetskog rata bila administrativna uprava Trećeg Reicha u Istočnoj Europi, punog naziva Reichskommissariat Ostland ((njem.): u doslovnom prijevodu: Reichovo povjerenstvo za istočne zemlje)
U sastav Ostlanda su ušle zemlje Pribaltika i Bjelorusija, dijelovi Ukrajine, Rusije i istočne Poljske. Teritorij se dijelio na generalne kotare. Središte administracije je bilo u Rigi. Ovo je područje bilo pod upravom Ministarstva za okupirana istočna područja na čelu s Alfredom Rosenbergom. 
Predstavnika vlasti od 1941. do 1944. godine bio je Hinrich Lohse, a jedno kraće vrijeme (1944. – 1945.) Erich Koch.
Ostland je postojao od 1941. do 1945. godine.

## Vanjske poveznice
- Fotografije iz vremena Ostlanda